# Fińska Formuła 3
Fińska Formuła 3 (w 2010 jako Nordic Formula 3 Masters) – nieistniejąca już seria jednomiejscowych wyścigów samochodowych organizowanych głównie w Finlandii.

## Punktacja
Źródło: nordicf3masters.eu
| 1  | 2  | 3  | 4  | 5  | 6  | 7 | 8 | 9 | 10 | 11 | 12 |
| 25 | 20 | 16 | 14 | 12 | 10 | 8 | 6 | 4 | 3  | 2  | 1  |

## Mistrzowie
Źródło: nordicf3masters.eu
| Sezon | Oficjalna nazwa serii    | Mistrz           | Zespół                    |
| ----- | ------------------------ | ---------------- | ------------------------- |
| 1958  | Fińska Formuła 3         | Heimo Hietarinta | –                         |
| 1959  | Fińska Formuła 3         | Curt Lincoln     | –                         |
| 1960  | Fińska Formuła 3         | Heimo Hietarinta | –                         |
| 1984  | Fińska Formuła 3         | Jari Koiranen    | Lahti Racing              |
| 1985  | Fińska Formuła 3         | Sami Pensala     | Kuomu Sport               |
| 1986  | Fińska Formuła 3         | Jorma Airaksinen | Bisse Racing              |
| 2000  | Fińska Formuła 3         | Marko Nevalainen | Motor Up Racing           |
| 2001  | Fińska Formuła 3         | Jari Koivisto    | Jari Koivisto F3 Racing   |
| 2002  | Suomen CUP               | Jussi Pinomäki   | Niinivirta Motorsport     |
| 2003  | Fińska Formuła 3         | Andrea Belicchi  | Lukoil Racing             |
| 2004  | Fińska Formuła 3         | Teemu Tanninen   | Polameri Team             |
| 2005  | Fińska Formuła 3         | Jari Koivisto    | Jari Koivisto F3 Racing   |
| 2006  | Fińska Formuła 3         | Arto Taimi       | TCB Racing                |
| 2007  | Fińska Formuła 3         | Tomi Limmonen    | Koiranen bros. Motorsport |
| 2008  | Fińska Formuła 3         | Mika Vähämäki    | ADRF                      |
| 2009  | Fińska Formuła 3         | Kimmo Joutvuo    | Rolling Rocks             |
| 2010  | Nordic Formula 3 Masters | Jani Tammi       | Oakra F3 Motorsport       |